# Чурешти (Галац)
Чурешти (рум. Ciurești) насеље је у Румунији у округу Галац у општини Балашешти. Oпштина се налази на надморској висини од 145 m.

## Становништво
Према подацима из 2002. године у насељу је живело 474 становника, од којих су сви румунске националности.